# Huang Qiuyan
Huang Qiuyan (em chinês simplificado: 黄秋艳, 5 de Janeiro de 1980) é uma atleta especialista no triplo salto chinesa.
Com 14,72 metros Huang é ex-detentora do recorde asiático no salto triplo. O resultado foi alcançado em Guangzhou no dia 22 de Novembro de 2001.

## Conquistas
| Ano                 | Competição                          | Local                   | Posição             | Notas               |
| Representando China | Representando China                 | Representando China     | Representando China | Representando China |
| ------------------- | ----------------------------------- | ----------------------- | ------------------- | ------------------- |
| 2002                | Jogos Asiáticos                     | Busan, Coreia do Sul    | 1                   | 14.28 m             |
| 2003                | Campeonato Mundial em Pista Coberta | Birmingham, Reino Unido | 16 (q)              | 13.23 m             |
| 2003                | Campeonato Mundial                  | Paris, França           | 13                  | 13.98 m             |
| 2003                | Campeonato Asiático                 | Manila, Filipinas       | 1                   | 14.39 m             |
| 2003                | Jogos Afro-Asiaticos                | Hyderabad, Índia        | 1                   | 13.50 m             |
| 2004                | Campeonato Mundial em Pista Coberta | Budapeste, Hungria      | 14 (q)              | 14.24 m             |
| 2004                | Jogos Olímpicos                     | Atenas, Grécia          | 12                  | 14.33 m             |
| 2005                | Campeonato Mundial                  | Helsínquia, Finlândia   | 9                   | 14.21 m             |
| 2005                | Campeonato Asiático                 | Incheon, Coreia do Sul  | 3                   | 13.75 m             |
| 2005                | Jogos da Ásia Oriental              | Macau                   | 1                   | 14.08 m             |